# Sporting Club Toulon
Câu lạc bộ thể thao Toulon là một câu lạc bộ bóng đá có trự sở tại Toulon, Pháp. Câu lạc bộ được thành lập vào năm 1944 và được chơi dưới cái tên như ngày thành lập cho đến mùa giải 1999-2000 khi họ được cải tổ về mặt hành chính với cái tên mới là Sporting Toulon Var. Vào năm 2016, Sporting Toulon Var đã sáp nhập với SC Toulon-Le Las và một lần nữa trở thành Câu lạc bộ thể thao Toulon.

## Lịch sử

Logo cũ.

Câu lạc bộ thể thao Toulon được thành lập vào năm 1944 sau khi hợp nhất giữa Sporting Club du Temple và Jeunesse Sportive Toulonnaise trong chế độ Vichy France.

### Sáng thế
Sau Thế chiến II, đội gia nhập giải hạng hai của Pháp và chỉ còn lại một mùa trong năm 1946-47, Sau mười một năm ở giải hạng hai, câu lạc bộ đã đạt vị trí cao nhất ở Pháp vào năm 1959, sau khi hoàn thành vị trí thứ ba ở giải hạng hai, nhưng đã xuống hạng một năm sau đó. Toulon chưa bao giờ vô địch Cúp Pháp, nhưng đã lọt vào vòng bán kết hai lần: năm 1963 và 1984. Tại vòng bán kết năm 1963, Toulon bị Olympique Lyonnais loại. Năm sau, họ đứng thứ tư và được thăng hạng trở lại giải đấu cao nhất, nhưng không thành công.

### Tiến bộ
Rời khỏi giải hạng 3 của Pháp trong mùa 1980-1981, Toulon ngày càng lớn mạnh vào những năm 1980. Nhờ vào sự hiệu quả của Christian Dalger với vai trò là một tiền đạo, tài năng của thủ lĩnh Alain Bénédet hay kinh nghiệm của Rolland Courbis trong khâu phòng ngự, Toulon một lần nữa được thăng hạng lên giải hạng nhất vào năm 1983, đứng vị trí đầu tiên ở bảng B, trước Stade de Reims nhờ chiến thắng trước Grenoble (1-5).

### Giải hạng 1 và suy đồi
Trong mùa giải 1983-1984, Toulon ở lại Giải hạng 1 nhờ 21 bàn thắng của Delio Onni, cầu thủ ghi bàn hàng đầu trong giải đấu mùa đó. Câu lạc bộ một lần nữa lọt vào bán kết Coupe de France nhưng bị đánh bại bởi AS Monaco (1-4, 2-1).
Mùa giải tiếp theo chứng kiến Toulon tỏa sáng và đánh bại Paris Saint-Germain 5-1. Vẫn đứng thứ ba sau 31 trận đấu được chơi, sau đó họ bị đánh bại ba lần liên tiếp - bao gồm một thất bại 1-0 trước AS Monaco trên sân nhà, trước 18.000 khán giả tại sân Stade Mayol, đó vẫn là màn trình diễn tốt nhất cho câu lạc bộ cho đến bây giờ. Việc thi đấu kém hiệu quả này đã hạ bệ họ xuống vị trí thứ 5, nhưng vẫn khiến họ phải tranh giành quyền tham dự đấu trường châu Âu, bước vào trận đấu cuối cùng của mùa giải. Nhưng một thất bại cuối cùng trên sân nhà trước FC Nantes Atlantique có nghĩa là câu lạc bộ đã kết thúc ở vị trí thứ 6, bên ngoài các vị trí có thể tham gia các giải đấu châu Âu.
Vào năm 1988, đội bóng bao gồm Bernard Casoni, Bernard Pardo và David Ginola, với cựu cầu thủ Rolland Courbis làm huấn luyện viên, đã xếp thứ 5 trong giải đấu nhưng không đủ điều kiện tham dự một cuộc thi châu Âu do hệ số UEFA yếu vào thời điểm này.
Sau nhiều năm thi đấu không vững vàng, câu lạc bộ đã bị xuống hạng vào năm 1993 để đến Championnat National   - cấp độ thứ ba của bóng đá Pháp - do vấn đề tài chính. Mùa giải 1995-1996 chứng kiến Toulon giành danh hiệu vô địch National và thăng hạng Ligue 2. Trong vòng  1/16 của Cúp Pháp, họ đã loại Girondins de Bordeaux, nơi Zinedine Zidane đang thi đấu (3-2) trước khi bị đánh bại trên chấm phạt đền bởi Montpellier HSC ở vòng tiếp theo. Những cải tiến chỉ kéo dài hai năm và vào năm 1998, Câu lạc bộ thể thao Toulon đã bị loại trở lại Championnat National do kết quả kém, sau đó ở CFA2 (cấp 5) và cuối cùng không hoàn thành mùa giải vì thanh lý.

### Trở lại trình độ nghiệp dư
Sau những khó khăn tài chính khiến câu lạc bộ bị loại khỏi giải vô địch mùa giải 1998-1999 và chuyển sang cấp độ nghiệp dư, câu lạc bộ đã được tái sinh dưới cái tên "Sporting Toulon Var", giành được ba lần thăng hạng trong bốn mùa để đến giải hạng ba. Ứng cử viên để tiếp cận giải hạng 2 trong năm 2006-2007, họ đã bị rớt hạng năm 2007 sang giải hạng 4 của Pháp (CFA). Vào năm 2011, DNCG (Direction Nationale de controle de Gestion) đã loại câu lạc bộ khỏi tất cả các cuộc thi quốc gia và câu lạc bộ sẽ bắt đầu lại ở Division d'Honneur (giải hạng 6) vào năm 2011-2012. Huấn luyện viên mới Mohamed Sadani đã được bổ nhiệm vào đầu mùa giải 2013, và sau vài năm vật lộn ở Division d'Honneur, câu lạc bộ đã giành chức vô địch và cuối cùng được thăng hạng lên CFA 2, cấp quốc gia.

### Sáp nhập và trở về tên cũ
Vào tháng 2 năm 2016, câu lạc bộ đã tuyên bố sáp nhập với SC Toulon-Le Las, của CFA. Câu lạc bộ mới sẽ lấy tên lịch sử là Câu lạc bộ thể thao Toulon và chơi ở CFA, với dự bị thi đấu tại CFA2.

## Danh hiệu
- Ligue 2
  - Chiến thắng (1): 1983
- Championat National 
  - Chiến thắng (1): 1996
- Coupe de Pháp
  - Bán kết (2): 1963, 1984
- Coupe Gambardella 
  - Á quân (1): 1966

## Huấn luyện viên
- 1945–1948: Charles Roviglione
- 1948–1951: Lucien Troupel
- 1951–1953: Francis Maestroni
- 1953–1959: Gabriel Robert
- 1959–1960: André Gerard
- 1960–1963: Marcel Duval
- 1963–1967: Hervé Mirouze
- 1967–1970: Jean Luciano
- 1970–1972: Marcel Duval
- 1972–1973: Jean Luciano
- 1973–1978: Marcel Duval
- 1978–1979: Celestin Oliver
- 1979–1980: Pierre Sinibaldi
- 1980–1985: Marcel Duval
- 1985 – Feb 1986: Christian Dalger
- 1986 – Oct 1986: Paul Orsatti
- 1986 – Feb 1990: Rolland Courbis
- 1990–1991: Delio Onnis
- 1991: Pierre Mosca
- 1991–1992: Guy David
- 1992–1993: Robert Dewilder
- 1993–1995: Jean-Louis Bérenguier
- 1995–1996: Gennaro Luigi Alfano
- 1996–1997: François Bracci
- 1997 – Nov 1997: Albert Emon
- 1997–1998: Christian Dalger
- 1998-1998: Gennaro Luigi Alfano
- 1998–1999: Roger Martucci
- 1999–2001: François Zahoui
- 2001–2003: Dragan Cvetkovic
- 2003–2006: Jean-Louis Garcia
- 2006–2007: Hubert Velud
- 2007–2008: André Blanc
- 2008–2010: Dragan Cvetković
- 2010–2011: Franck Zingaro
- 2011–2012: Gennaro Luigi Alfano
- 2013: Kader Ferhaoui[2]
- 2013–2016: Mohamed Sadani
- 2016–2017: Dominique Veilex[3]
- 2017: Gennaro Luigi Alfano
- 2017–2018: William Prunier
- 2018–: Fabien Pujo[4]